# Ceritoturris bittium
Ceritoturris bittium is een slakkensoort uit de familie van de Horaiclavidae. De wetenschappelijke naam van de soort is voor het eerst geldig gepubliceerd in 1924 door Dall.